# Leuchtschirm
Leuchtschirme sind flächige Vorrichtungen zur Sichtbarmachung von ionisierender Strahlung, insbesondere von Röntgen- und Elektronenstrahlen. Sie spielen eine wichtige Rolle vor allem in der Radiologie, Werkstoffprüfung, Teilchenphysik und Kathodenstrahlröhrenbildschirmen. Diese Schirme wandeln die für das menschliche Auge unsichtbare ionisierende Strahlung in sichtbares Licht um.

## Funktionsweise und Produktion

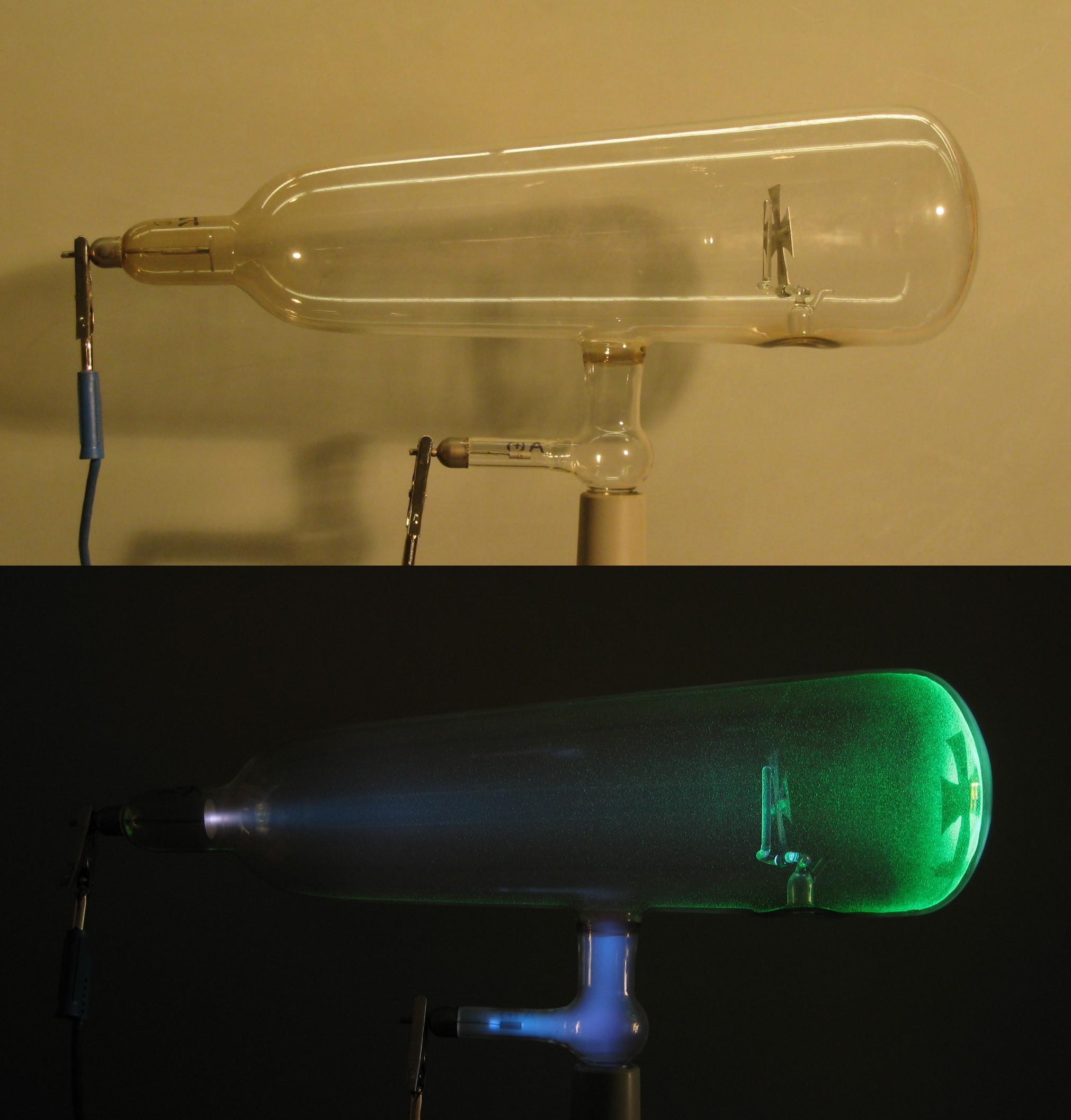
Schattenwurf auf den Leuchtschirm einer Schattenkreuzröhre

Leuchtschirme für Röntgen- oder Elektronenstrahlen bestehen aus einer Platte, die mit lumineszierenden Substanzen (Leuchtstoffe) beschichtet ist. Wenn diese Strahlen auf diese Beschichtung treffen, regen sie die Atome darin an, wodurch Photonen (Lichtquanten) im sichtbaren Spektralbereich emittiert werden. Dieser Prozess wird als Lumineszenz bezeichnet.
Zwei Typen von Leuchtstoffen werden für Leuchtschirme verwende: Fluorophore, deren Leuchten nach der Anregung mit ionisierender Strahlung sehr schnell abklingt und „Phosphore“, die nach der Anregung noch sichtbar nachleuchten (phosphorizieren).
Häufig verwendete Leuchtstoffe für Leuchtschirme sind:
- Zinksulfid[2]
- Zink-Cadmium-Sulfid[3][2]
- Zinkoxid[2]
- Thallium[4]- oder Natrium[5]-dotiertes Caesiumiodid[6]
- Calciumwolframat[7][8]
- Cadmiumwolframat[2]
- Gadoliniumoxysulfid[8]
- Europium(III)-dotiertes Y2O2S (Yttriumoxysulfid)[9]

Für die Produktion von Leuchtschirmen sind zwei Verfahren üblich: der Direktguss und der Umkehrguss. Beim Umkehrguss wird zunächst eine optionale Haftschicht und ein reflektierender Hintergrund gegossen. Danach wird die Leuchtschicht mit dem Leuchtstoff aufgetragen. Der Leuchtstoff ist zumeist mit einem Bindemittel verdickt. Die Auftragung kann durch Streichen oder Aufgießen erfolgen. Danach wird durch Gießen, Spritzen oder Tauchen eine Schutzschicht aufgetragen. Beim Umkehrguss wird zunächst die Schutzschicht und danach die Leuchtschicht auf den Träger aufgebracht. Unabhängig vom Verfahren erfolgen die Auftragungs- und Trocknungsprozesse in staubfreine und klimatisierten Räumen.

## Anwendungen

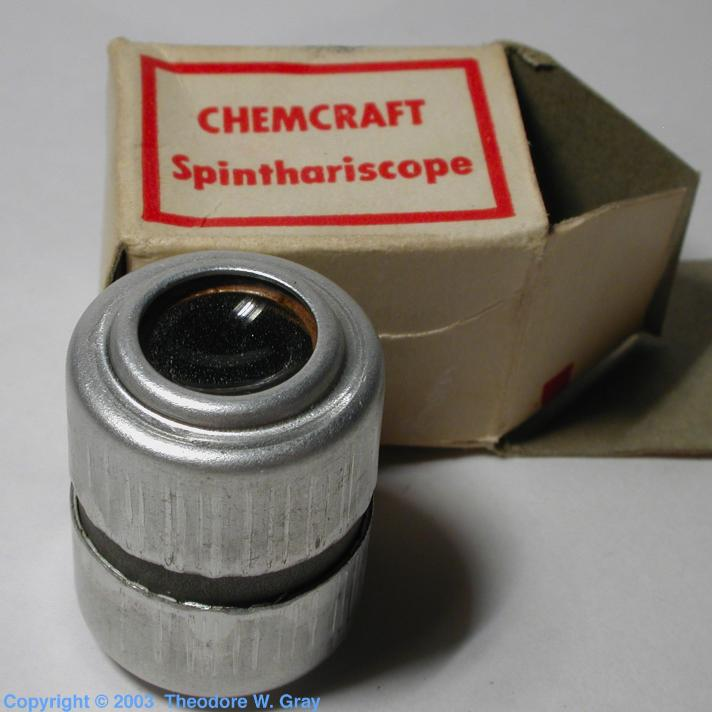
Ein Spinthariskop aus den 1950er Jahren.

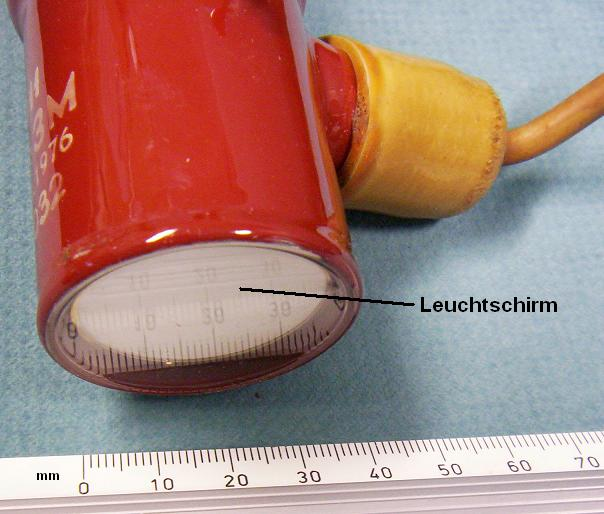
Der Leuchtschirm einer Bildwandlerröhre.

Leuchtschirme finden in verschiedenen Bereichen Anwendung. In der medizinischen Radiologie werden sie zur Durchleuchtung und Echtzeitbildgebung. Die medizinische Anwendung hat über die letzten Jahrzehnte betrachtet stark abgenommen. Technologien wie Röntgenbildverstärker (RBV) und Flachbilddetektoren, die eine deutlich geringere Strahlenbelastung für die Patienten ermöglichen und oft eine deutlich bessere Bildqualität liefern, haben die Leuchtschirme in der Medizintechnik weitgehend abgelöst. In der Film-basierten Radiographie werden Röntgenverstärkerfolien verwendet, die Leuchtstoffe und das Prinzip des Leuchtschirms nutzen, um die Effizienz der Filmentwicklung zu verbessern.
In Kathodenstrahlröhren wandeln Leuchtschirme die Kathodenstrahlen (Elektronenstrahlen) in sichtbares Licht um. In Farbbildröhren sind im Leuchtschirm drei Leuchtstoffe (für die Erzeugung der drei Grundfarben rot, grün und blaue) in Punkten oder Streifen getrennt voneinander aufgebracht.
In der industriellen Durchstrahlungsprüfung werden Leuchtschirme zur Detektion von Materialfehlern verwendet. In der wissenschaftlichen Forschung dienen Leuchtschirme zum Nachweis und zur Visualisierung von Röntgenstrahlung.
Das Spinthariskop ist eine spezielle Ausführungsform eines Leuchtschirms, das früher zur Sichtbarmachung von ionisierender Strahlung mittels der Szintillationsmethode.

## Geschichte
Die ersten Leuchtschirme wurden zusammen mit der Entdeckung der Röntgenstrahlen entwickelt. Wilhelm Conrad Röntgen entdeckte am 8. November 1895 die später nach ihm benannten Röntgenstrahlen durch das gelb-grüne Aufleuchten eines mit Bariumplatinzyanür (Barium-Platin(II)-Cyanid) beschichteten Papiers. Röntgen sagte dazu:
„Ich arbeitete mit einer Hittorf-Crookesschen Röhre, welche ganz in schwarzes Papier eingehüllt war. Ein Stück Bariumplatinzyanüdpapier lag daneben auf dem Tisch. Ich schickte einen Strom durch die Röhre und bemerkte quer über das Papier eine eigentümliche schwarze Linie! […] Bald war jeder Zweifel ausgeschlossen. Es kamen ‚Strahlen‘ von der Röhre, welche eine lumineszierende Wirkung auf den Schirm ausübten.“